# Шаурен (район Биркенфельд)
Шаурен (нем. Schauren) — община в Германии, в земле Рейнланд-Пфальц.
Входит в состав района Биркенфельд. Подчиняется управлению Раунен. Население составляет 519 человек (на 31 декабря 2010 года). Занимает площадь 7,12 км².